# Gerard Lotaryński
Gerard (ur. ok. 1030, zm. 14 kwietnia lub 11 sierpnia 1070) – hrabia Metzu i Chatenois (jako Gerard V) od 1047/1048, książę Górnej Lotaryngii od 1048.

## Życiorys
Gerard był drugim synem hrabiego Metzu Gerarda IV. Kiedy jego brat Adalbert poległ w bitwie pod Thuin, cesarz Henryk III mianował Gerarda nowym księciem Lotaryngii. Gotfryd Brodaty nie zrezygnował jednak z walki o księstwo i na nowo podjął działania zbrojne. Wykorzystując niezadowolenie części możnych z silnych rządów Gerarda uwięził go. Książę miał jednak poparcie biskupa Toul Brunona hrabiego Egisheim-Dagsburg (późniejszego papieża Leona IX), który doprowadził do uwolnienia Gerarda w 1049 roku. Książę podobnie jak jego brat był wiernym stronnikiem cesarzy Henryka III i Henryka IV. Wspierał również papieża Leona IX w jego walce z Normanami. Zmarł w Remiremont prawdopodobnie otruty.

## Potomstwo
Gerard żonaty był z Jadwigą córką Alberta I hrabiego Namur. Z tego związku pochodzili:
- Teodoryk II – następca w księstwie lotaryńskim
- Gerard (1057-1108) – hrabia Vaudémont
- Beatrycze (zm. 1116/17) – żona Stefana I hrabiego Burgundii
- Gizela (zm. po 1114) – opatka w Remiremont